# Remontée mécanique
Vous lisez un « bon article » labellisé en 2010.

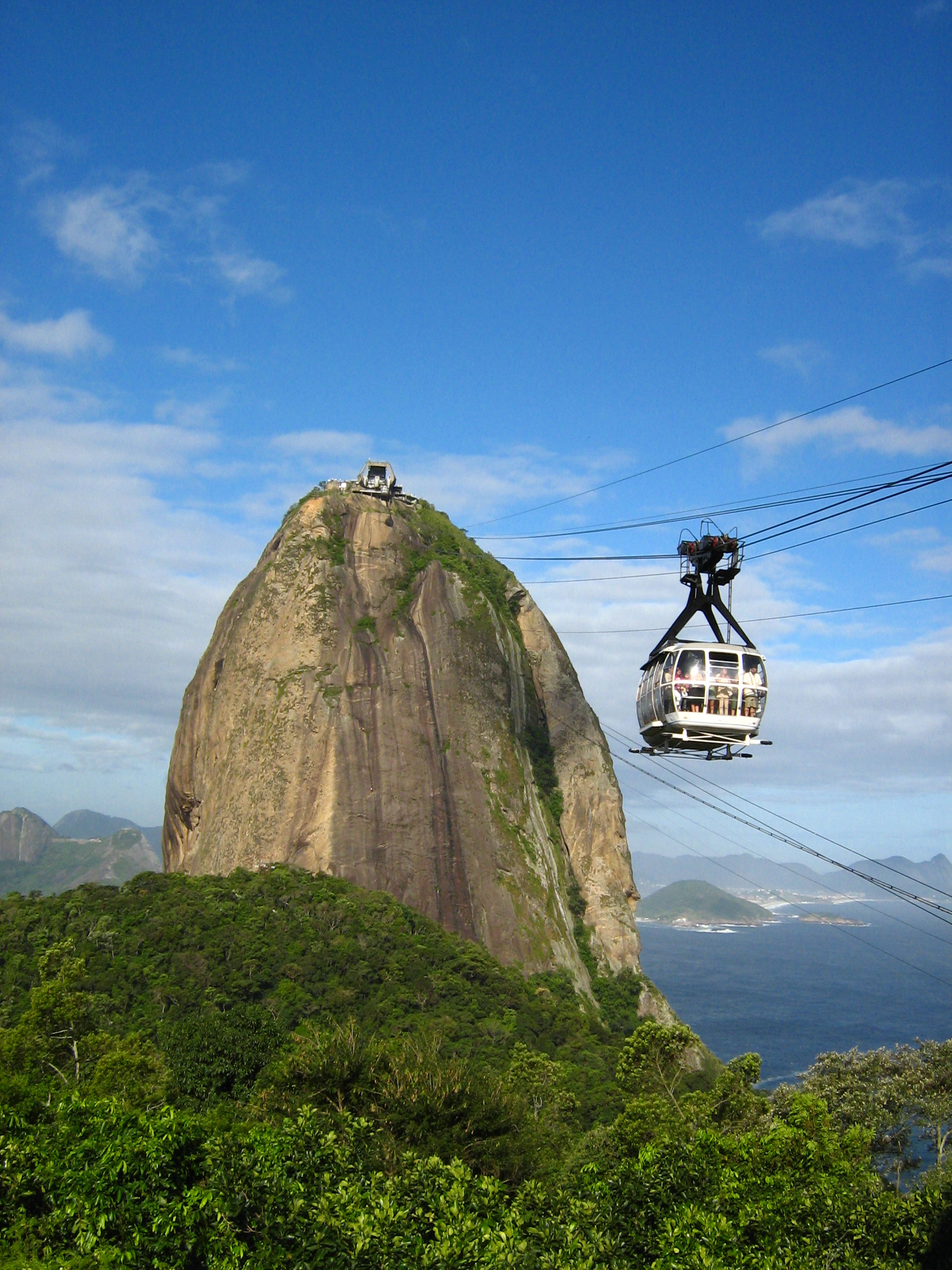
Téléphérique du Pain de Sucre à Rio de Janeiro (Brésil).

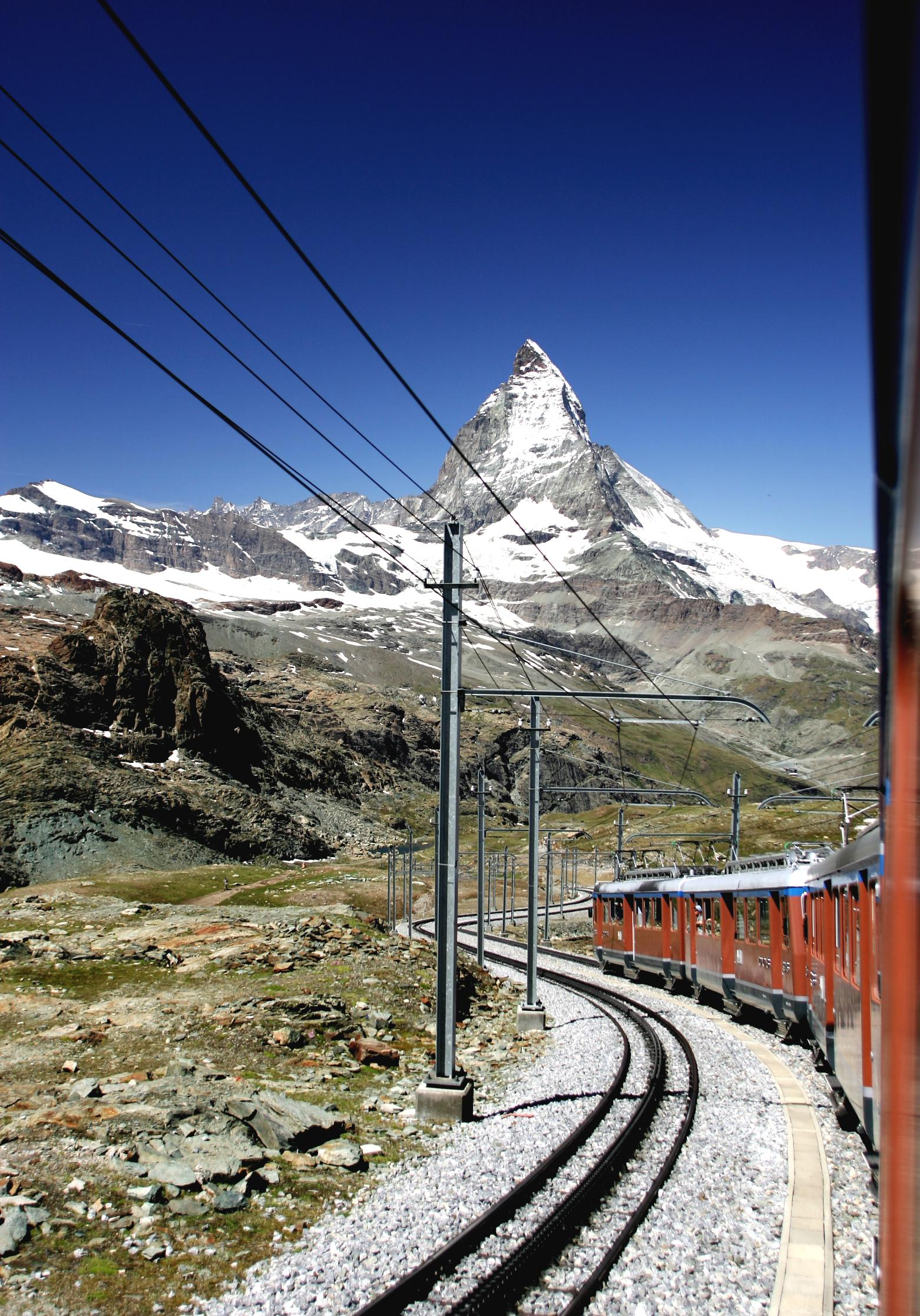
Chemin de fer à crémaillère du Gornergrat à Zermatt (Suisse).

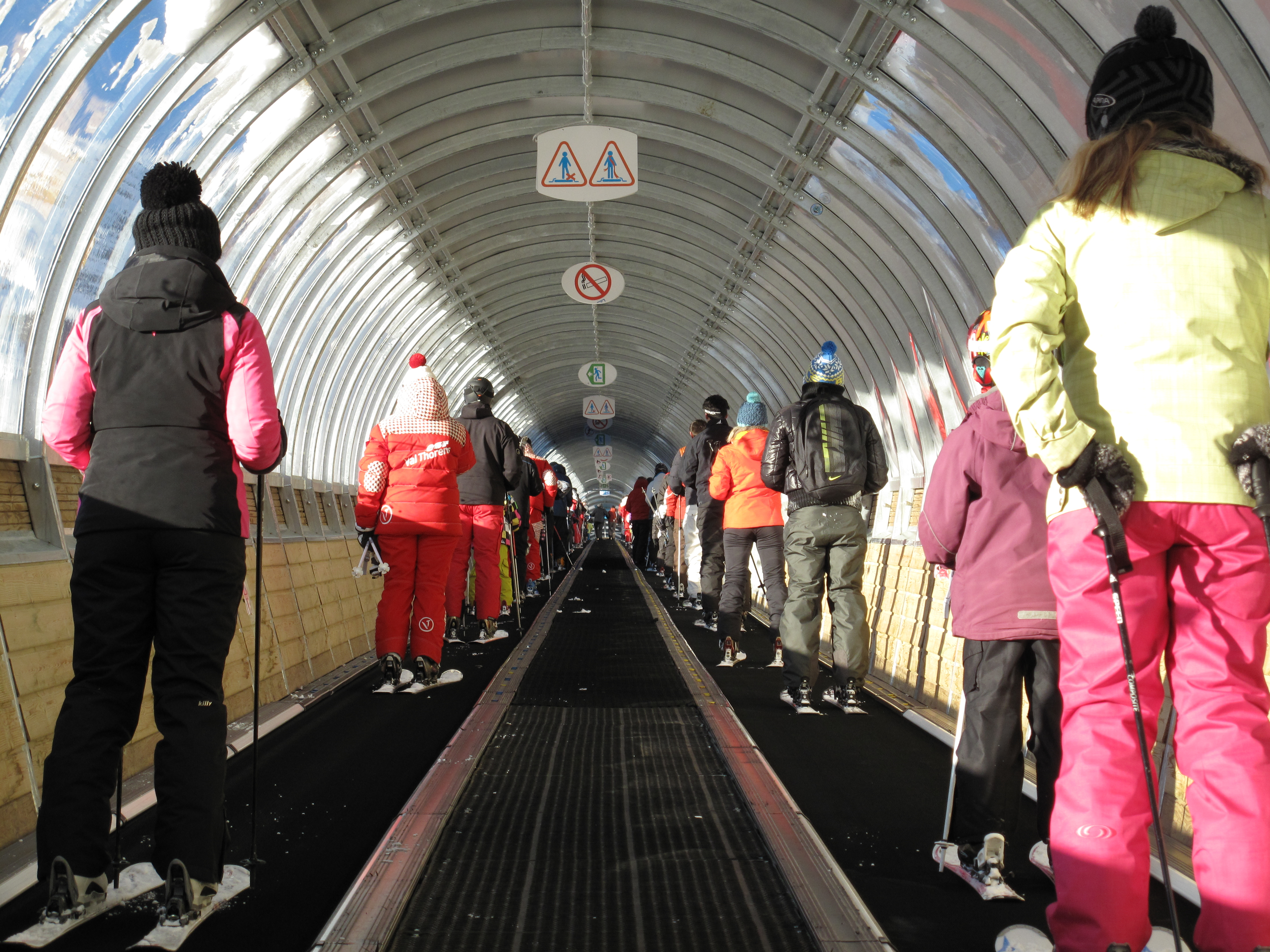
Tapis roulant Funbelt pour skieurs à Val Thorens (France).

Une remontée mécanique est un moyen de transport motorisé, mécaniquement guidé, utilisé le plus souvent en extérieur et spécifiquement conçu pour s'affranchir soit de la déclivité d'un terrain soit d'un obstacle généralement naturel.
Pour gravir la pente, les véhicules d'une remontée mécanique (agrès, sièges, cabines, trains, perches ou bennes plus rudimentaires) utilisent la traction par câble (on parle de transport par câble) ou s'aident d'une crémaillère. Ils évoluent en site propre, guidés par une infrastructure de ligne pouvant être constituée de câbles aériens ou des rails d'une voie de chemin de fer.
Le tapis roulant est un cas particulier, c'est un transport par installation fixe, qui ne repose ni sur le principe de la crémaillère ni sur celui de la traction par câble.
Bien que fonctionnant uniquement en montée pour les téléskis et le plus souvent pour acheminer le public (skieurs, vététistes, etc.) vers les sommets et crêtes, ils peuvent pour la plupart servir aussi à la descente.
La remontée mécanique peut être un appareil au sol, transportant des véhicules ou des personnes directement sur une « piste » tracée à même le terrain (téléski), sur rails (funiculaire, ascenseur incliné et chemin de fer à crémaillère) ou via un tapis roulant.
Elle peut également être un appareil téléporté utilisant un ou plusieurs câbles permettant aux véhicules de circuler en hauteur au-dessus du sol. Ces appareils téléportés sont administrativement classés comme téléphériques. Techniquement, cette classification regroupe deux technologies principales : d'une part la technologie « bicâble », où les fonctions « porter » et « tracter » emploient chacune des câbles spécifiques, employée dans les téléphériques (va-et-vient, monovoie et débrayable), et d'autre part la technologie « monocâble », où un même câble porte et tracte les véhicules (télécabine, funitel et Double Mono-Câble, télésiège et télémix ou combi).
Sur les appareils utilisant la traction par câble, les véhicules sont rendus solidaires de celui-ci par une attache (ou pince). Dans sa version débrayable, celle-ci est désaccouplée du câble dans les gares pour une circulation à quai à vitesse réduite, sans ralentissement de l'ensemble de la ligne.
La remontée mécanique est utilisée comme transport en commun. Le prix englobe souvent un forfait commun allant d'un jour à une semaine, notamment dans les stations de sports d'hiver pour le ski alpin, mais également pour accéder à des points isolés tels les belvédères, ou encore en milieu urbain pour la desserte d'un territoire communal au relief difficile. Le tarif est alors soit compris dans l'abonnement commun aux transports locaux, soit fait l'objet d'un paiement séparé. Elle sert également comme transport pour compte propre, dans l'industrie en particulier,. C'est un mode de transport qui s'affranchit des contraintes topographiques du terrain (liaison directe).

## Types

### Les appareils au sol

#### Le téléski

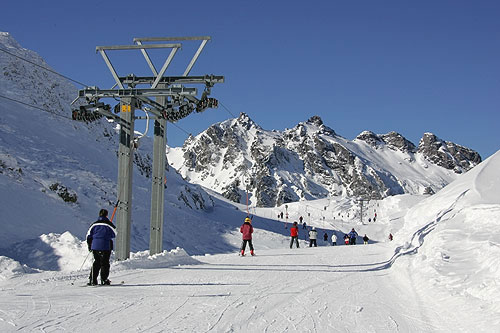
Téléski au Pizol (Suisse).

Le téléski, ou remonte-pente (plus populairement désigné sous l'appellation de « tire-fesses »), est un appareil servant principalement à remorquer les skieurs à contre-pente sur un terrain enneigé. Les utilisateurs, debout sur leurs skis, sont tractés sur une piste par des agrès solidaires d'un câble aérien à mouvement unidirectionnel continu suspendu à des pylônes.
Les agrès sont équipés en leur base d'une sellette qui peut être une simple rondelle ou un archet autorisant la montée par deux. Ils peuvent être constitués d'une corde solidaire d'un enrouleur ou d'une perche télescopique. La plupart des téléskis à perches disposent d'attaches qui se désaccouplent en station aval pour y stocker les agrès.
Il existe également des téléskis à câble bas, ou fil-neige, où le câble est disposé à la hauteur des usagers qui peuvent le saisir directement ou par l'intermédiaire d'agrès courts, avec une boîte à enrouleur progressif permettant un démarrage moins brutal.
Leur vitesse peut, selon les pistes, varier de 1,5 m/s (6 km/h), pour les petits parcours pour skieurs débutants et les enfants, jusqu'à 4 m/s (15 km/h), avec des pentes jusqu'à 65 % (un panneau « téléski difficile » prévient alors les skieurs avant d'y accéder).
De nombreux téléskis ont été progressivement remplacés dans les grandes stations par des télésièges ou des télécabines permettant un débit plus important de personnes.

#### Le funiculaire

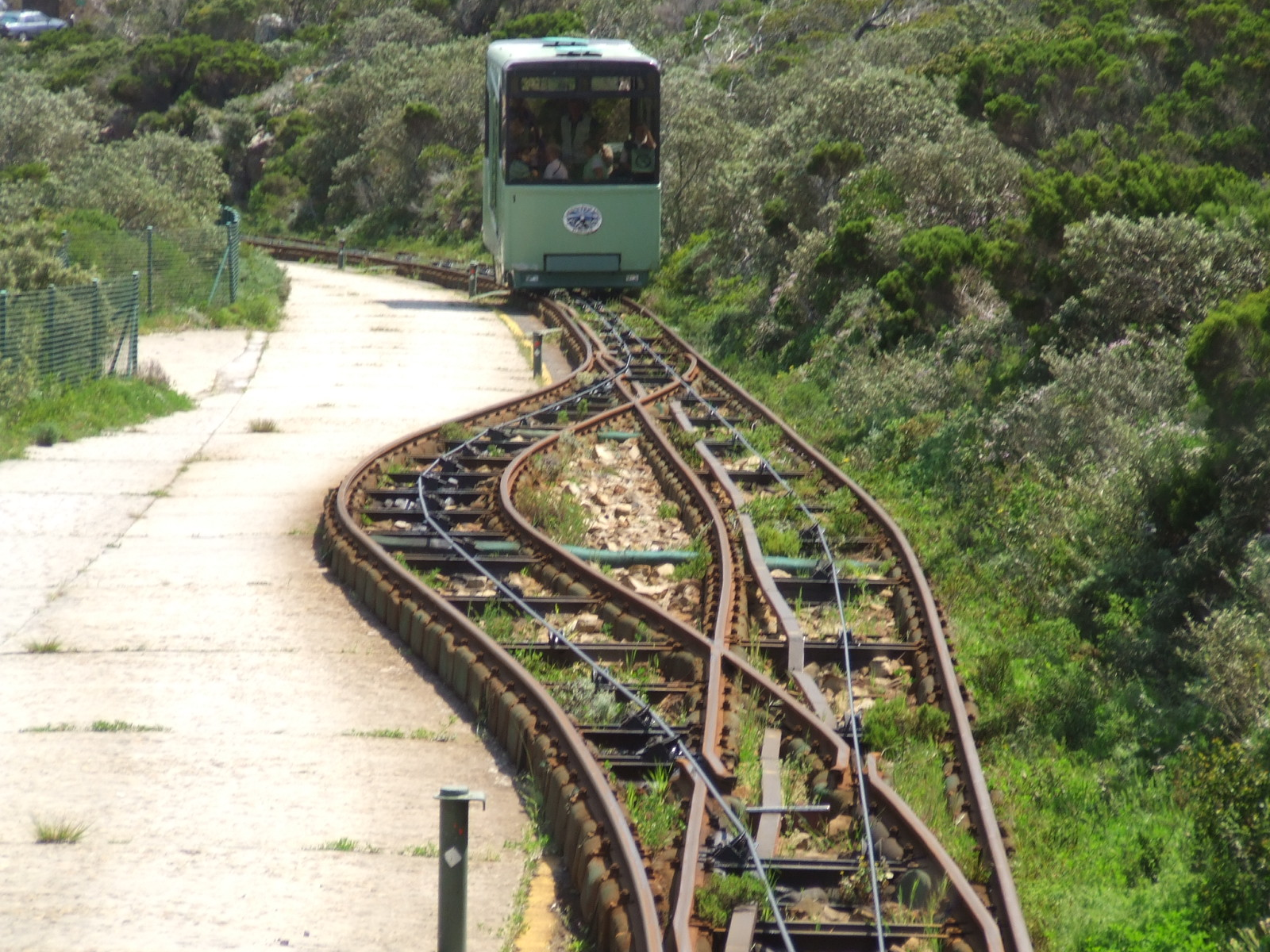
Funiculaire à Cape Point (Afrique du Sud).

Un funiculaire se compose de deux trains circulant en va-et-vient sur une voie sur rails en pente, reliés par un ou plusieurs câbles réalisant une demi-boucle en gare terminale. Comme pour les cabines d'un téléphérique, les trains montant et descendant servent de contrepoids l'un et l'autre.
La plupart des funiculaires disposent d'une voie unique qui comporte en son centre une section doublée pour le croisement. Cet évitement central, appelé évitement Abt, fonctionne sans aiguille mobile grâce à la disposition particulière des essieux des véhicules. Ceux-ci sont équipés de roues à gorge qui guident le train sur le rail continu côté extérieur de l'évitement, et de roues tambours aptes à franchir le « cœur » de l'aiguillage sur le rail côté intérieur de l'évitement. Cette disposition d'essieux est inversée d'un train à l'autre, permettant à chacun d'être aiguillé sur un côté dédié.
On trouve également des funiculaires à voie double sur toute la longueur de la ligne, ou, plus rarement, des funiculaires à voie tri-rail où le rail central est mutualisé pour les deux véhicules, à savoir commun à la voie de gauche et de droite avec séparation au niveau de l'évitement.
Ils sont utilisés en montagne (ce sont les plus rapides, atteignant jusqu'à 12 m/s (45 km/h) ou les plus inclinés avec des pentes allant jusqu'à 106 % en Suisse), mais aussi pour les visites de grottes, et en ville pour relier deux stations à fort dénivelé : Montmartre à Paris, Le Havre, Évian (vitesse : 2 m/s soit 7 km/h), Lyon, etc.
Les passagers sont souvent debout ou adossés à un support, parfois assis comme pour un métro.
Pour améliorer la stabilité des passagers debout notamment, le sol des voitures est parfois légèrement incliné en sens inverse de la pente lors de la partie plane du parcours, compensant de moitié l'inclinaison au passage des plus fortes pentes (exemple : l'Arc-en-Ciel de Bourg-Saint-Maurice-Les Arcs).

#### L'ascenseur incliné
L'ascenseur incliné est un appareil de conception similaire au funiculaire, à la différence qu'il fonctionne avec un unique véhicule de petite capacité. Il peut être mu par un treuil tambour (à enroulement) ou en va-et-vient avec un contrepoids circulant sous la voie. Cependant, dans plusieurs pays, cet appareil n'est pas considéré comme remontée mécanique. C'est par exemple le cas en France, depuis la parution de la norme NF P82-400 « ascenseurs inclinés », en 1996.

#### Le chemin de fer à crémaillère
Un chemin de fer à crémaillère est un système de transport par trains évoluant sur une ligne de voie ferrée où les deux rails parallèles en acier sont complétés par un troisième rail central denté. Les locomotives utilisées sont équipées d'une ou plusieurs roues motrices dentées qui viennent s'engrener sur ce rail, permettant aux convois de gravir des pentes jusqu'à 48 %.
Le chemin de fer du Montenvers à la Mer de Glace depuis Chamonix et le panoramique des Dômes (Puy-de-Dôme) fonctionnent sur ce principe. Leur vitesse est d'environ 4 à 8 m/s (14 à 30 km/h),.

#### Le tapis roulant

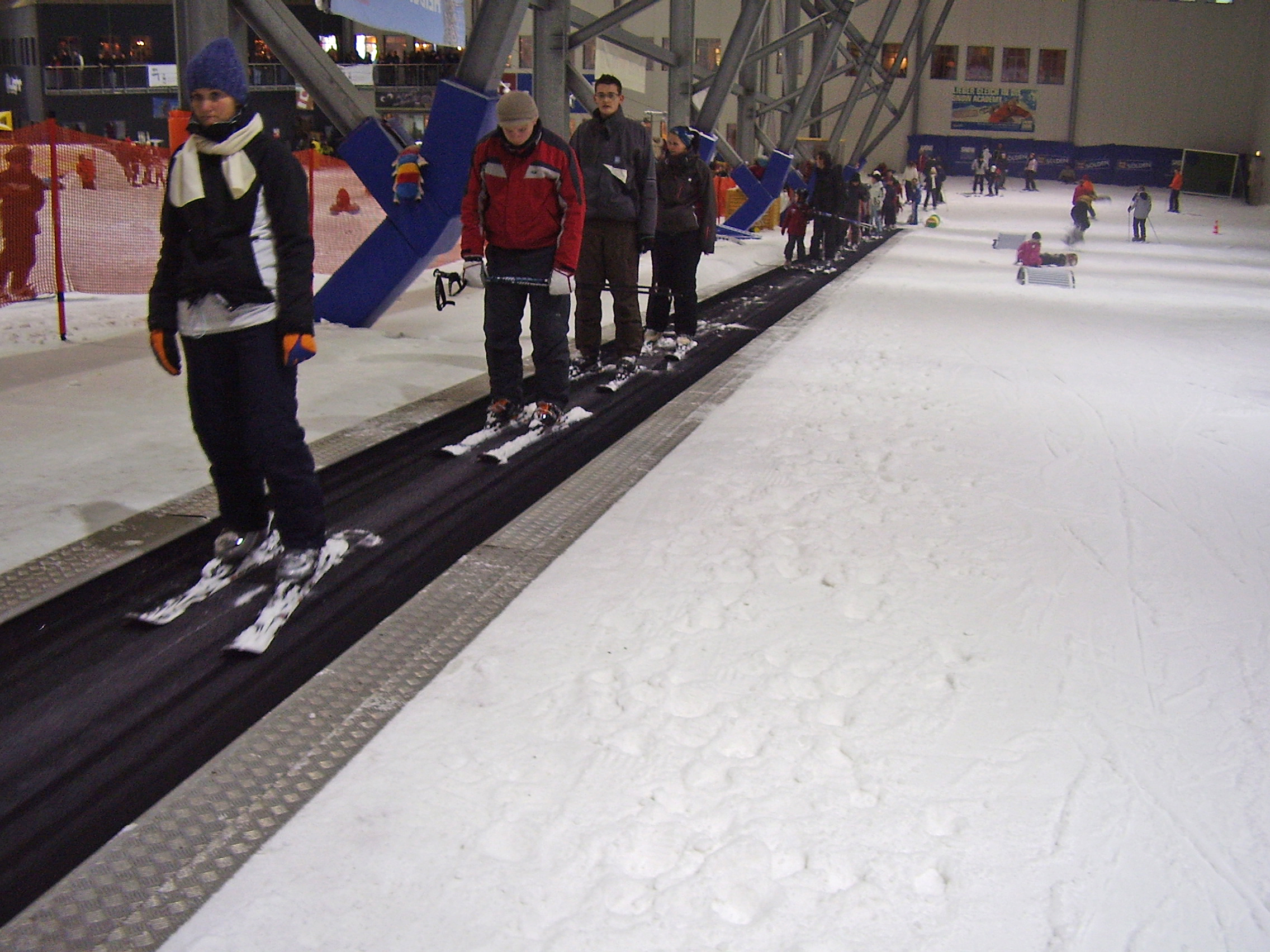
Un tapis roulant utilisé pour le ski.

Un tapis roulant est un mode de transport qui permet de déplacer des piétons, des skieurs ou du matériel sur une bande continue ou modulaire placée au sol et entraînée par un moteur. La voie est d'une inclinaison et d'une longueur modeste. Il circule dans un seul sens et sa vitesse ne dépasse pas 0,7 m/s (2,5 km/h). Le droit français distingue les tapis roulants des remontées mécaniques classiques.
En montagne, on le trouve généralement implanté dans les espaces des stations de ski à destination des skieurs débutants.

### Les appareils téléportés ou téléphériques

#### Le téléphérique

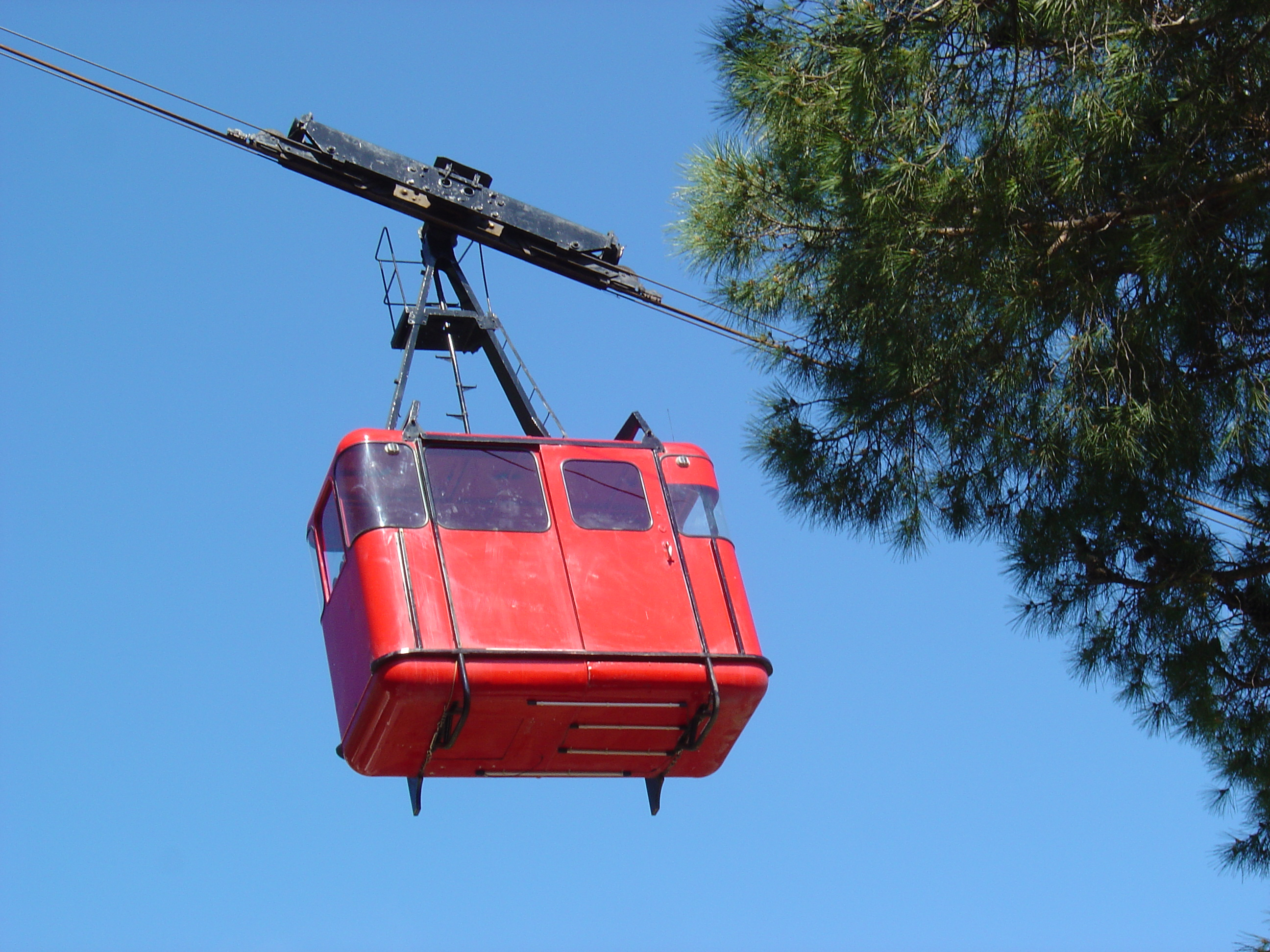
Téléphérique à va-et-vient du mont Faron à Toulon (France).

Au sens technique, un téléphérique se définit comme un téléporté « bicâble » : un, ou plusieurs câbles fixes dit « porteurs » supportent le poids des véhicules par l'intermédiaire d'un chariot équipé de galets de roulement, tandis qu'un, ou plusieurs câbles en mouvement dit « tracteurs », sont fixés à ce chariot et assurent le déplacement des véhicules.
Le téléphérique est généralement à va-et-vient, à savoir avec deux cabines fonctionnant chacune en mouvement alterné, mais on trouve également des téléphériques monovoie, utilisant une seule cabine.
Certains téléphériques sont à mouvement unidirectionnel : les véhicules effectuent un demi-tour en gare et sont renvoyés sur l'autre brin porteur :
- c'est le cas des téléphériques pulsés, où les véhicules sont regroupés par « trains » de plusieurs cabines répartis à intervalles réguliers sur la ligne. Lorsqu'un train de véhicules entre en gare, le câble tracteur est ralenti ou arrêté pour permettre l'embarquement et le débarquement, ralentissant ainsi l'ensemble des autres trains de véhicules présents sur la ligne[26] ;
- c'est également le cas des téléphériques débrayables, où, à l'image d'une télécabine, les véhicules disposent d'une attache débrayable qui est désaccouplée du câble dans les gares pour une circulation à quai à vitesse réduite, sans ralentissement de l'ensemble de la ligne. Ces appareils sont appelés téléphériques 2S (1 câble porteur et 1 câble tracteur) ou téléphériques 3S (2 câbles porteurs et 1 câble tracteur)[27].

Avec les funiculaires, ce sont les remontées mécaniques les plus rapides, pouvant aller jusqu'à 12,5 m/s, soit 45 km/h, comme le téléphérique de l'Aiguille du Midi, atteignant de par sa pente à 110 % au sommet, une vitesse verticale de 30 km/h.
Les premiers téléphériques possédaient de nombreux pylônes. Depuis les années 1950, avec notamment celui de l'aiguille du Midi, leur nombre a été réduit, et plusieurs sont particulièrement élevés pour pouvoir surmonter les éperons rocheux, occasionnant avec la vitesse parfois quelques sensations d'airtime aux passagers. Plusieurs lignes de téléphérique (2e tronçon de l'aiguille du Midi, Vanoise Express, puy de Sancy, liaison Flégère-Brévent, Salève, etc.) sont dépourvues de pylône, réussissant à relier directement les stations basse et haute.
Les passagers sont debout dans les cabines, de forme généralement parallélépipédique et de taille assez large, pouvant accueillir environ, selon les modèles, entre 30 et 120 passagers.

#### La télécabine

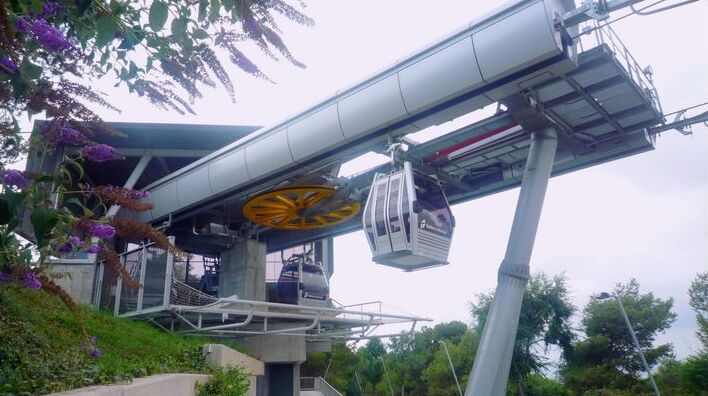
Télécabine débrayable de Montjuïc à Barcelone (Espagne).

La télécabine utilise plusieurs petites cabines disposées sur un câble unique à la fois porteur et tracteur (on parle d'installation monocâble, par opposition au système bicâble d'un téléphérique). On trouve généralement des télécabines débrayables, à savoir à mouvement unidirectionnel et équipées de véhicules à attache débrayable qui sont désaccouplés du câble dans les gares pour une circulation à quai à vitesse réduite, sans ralentissement de l'ensemble de l'appareil.
Il existe également la télécabine pulsée, où les véhicules sont regroupés par « trains » de plusieurs cabines répartis à intervalles réguliers sur la ligne. Lorsqu'un train de véhicules entre en gare, le câble tracteur est ralenti ou arrêté pour permettre l'embarquement et le débarquement, ralentissant ainsi l'ensemble des autres trains de véhicules présents sur la ligne.
On trouve également quelques télécabines à va-et-vient, à savoir avec une cabine (ou un train de cabine) effectuant un trajet aller sur un brin, tandis que l'autre cabine (ou train) effectue le trajet retour, et ainsi alternativement.
Elles sont utilisées en montagne, mais aussi de plus en plus dans les grandes villes ou même parcs d'attractions, comme moyen de transport en hauteur, s'adjoignant aux autres types de transports urbains (métro souterrain, bus, tramway, funiculaire, voiture), permettant de désengorger la circulation ou traverser un fleuve.
Selon la taille des cabines, en moyenne plus petites et nettement moins larges que les deux uniques cabines d'un téléphérique et de forme ovoïde ou parallélépipédique, elles peuvent contenir de 2 à 30 passagers soit assis, soit debout.
Le nombre des pylônes ainsi que le nombre de cabines espacées régulièrement est plus important que pour un téléphérique, et la vitesse en moyenne plus faible, en circulant en boucle fermée, avec des caractéristiques presque similaires à celles des télésièges débrayables.
Leur vitesse linéaire est, selon les modèles, comprise entre 2,5 m/s, notamment pour les appareils à visée touristique, et 6 m/s en montagne (9 à 21,6 km/h), à l'instar de la Tovière à Tignes, voire 7 m/s (25,2 km/h) sur dérogation comme à la télécabine de la Masse aux Menuires.

#### Le funitel et DMC (Double Mono-Câble)

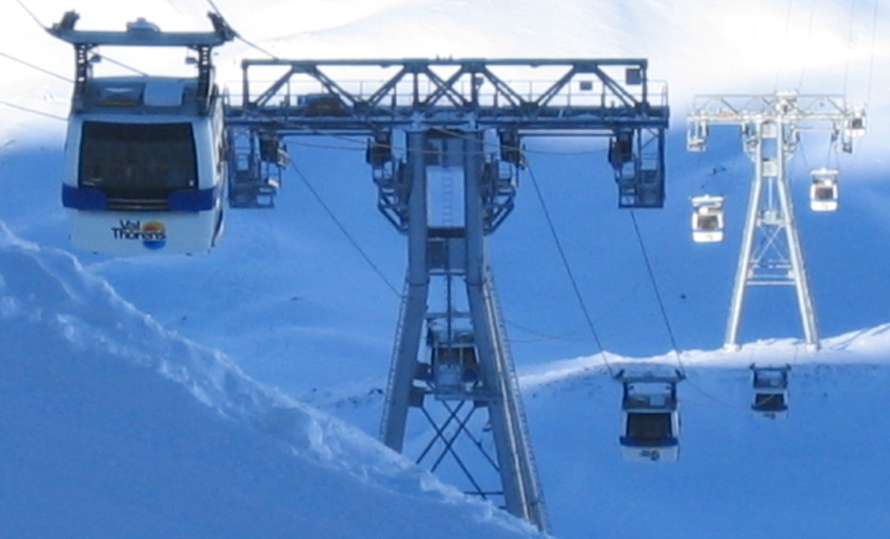
Funitel à Val Thorens (France).

Les funitels et DMC (Double MonoCâble) sont des téléportés où les véhicules sont disposés sur deux câbles à la fois porteurs et tracteurs. Ces appareils, généralement débrayables, fonctionnent selon un principe analogue à la télécabine, mais la présence de deux câbles autorise des cabines de plus grande capacité et des portées entre pylônes plus importantes.
Le funitel est l'évolution du DMC (Double Mono-Câble). Il se distingue de ce dernier par un espacement nettement plus important de ces câbles offrant une excellente tenue au vent.

#### Le télésiège

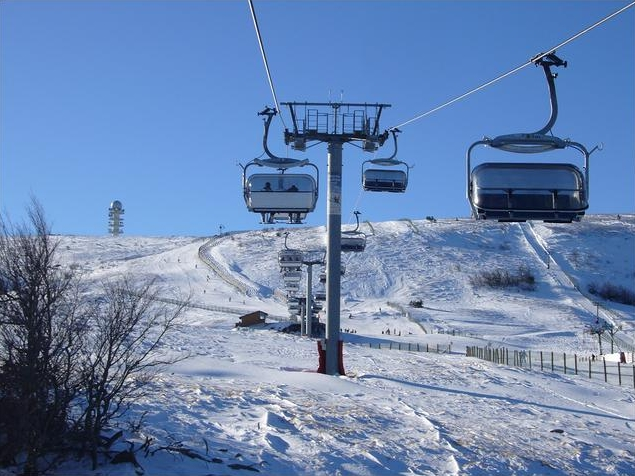
Télésiège à bulles à Chalmazel (France).

Le télésiège utilise plusieurs sièges ou un banc commun pouvant contenir de deux à huit personnes, disposés sur un câble unique à la fois porteur et tracteur, circulant suivant un mouvement unidirectionnel. Il existe des télésièges fixes où les sièges restent solidaires du câble, y compris en gare, et des télésièges débrayables équipés de véhicules à attache débrayable qui sont désaccouplés du câble dans les gares pour un embarquement/débarquement à vitesse réduite, sans ralentissement de l'ensemble de l'appareil. Ce dernier type permet des vitesses d'exploitation supérieures. Les sièges peuvent être équipés d'options telles des bulles de protection, des assises chauffantes ou des garde-corps verrouillables.
Comme son nom l'indique, les passagers sont assis, avec une barre latérale commune de sécurité au-dessus des jambes reliée à une ou deux barres permettant de poser les pieds ou skis.
Les tout premiers télésièges avec banquettes en bois ne transportaient qu'un passager par nacelle, les nacelles actuelles contiennent deux à huit passagers. Leur vitesse varie, selon les modèles, de 1,8 m/s à 6 m/s pour les débrayables (6 à 21,6 km/h),.

#### Le téléporté avec sièges et cabines
Un télémix ou combi est un téléporté hybride entre le télésiège et la télécabine, utilisant sur un même câble à la fois des sièges et des cabines. Ces véhicules circulent de façon unidirectionnelle et disposent d'une attache débrayable pour un embarquement/débarquement à vitesse réduite dans les gares, sans ralentissement de l'ensemble de l'appareil. Leitner et Poma utilisent l'appellation commerciale télémix tandis que Doppelmayr - Garaventa utilise l'appellation combi.

## Histoire

### Le développement du câble

Éléments constitutifs d’un câble

Le Taiheiki atteste l’existence de téléportés dès le début du XIVe siècle et, dès 1405, Konrad Kyner fait, dans l'ouvrage Obra bellifortis, la description précise d'un téléporté pour transporter hommes, chevaux et armes par-dessus un cours d'eau. Ces engins artisanaux utilisent alors des cordages de chanvre qui limitent la charge de transport ou la pente. Avec le démarrage du transport ferroviaire, lors de la construction des premiers plans inclinés funiculaires primitifs en Angleterre et en France, les ingénieurs estiment que l’on ne peut raisonnablement dépasser 5 % de pente avec ce type de système de traction.
Il faudra attendra l'invention du câble moderne par l'Allemand Wilhelm Albert pour que les remontées se risquent à franchir des reliefs plus démonstratifs. Le câble d'Albert était constitué d'une âme en chanvre faite de fils torsadés autour de laquelle six brins étaient ensuite toronnés autour d'une autre base de corde de chanvre dans des directions alternées pour plus de stabilité. Ce principe est mis en place en 1834 pour l'exploitation minière de Clausthal-Zellerfeld, en Allemagne. Le câble d'Albert reste cependant toronné à la main. La machine à toronner est inventée par l'Autrichien Wurm en 1837 et développée à une échelle industrielle dès la décennie suivante par Felten & Guilleaume. Enfin fiabilisé, le transport par câble se développe avec la révolution industrielle dès la deuxième moitié du XIXe siècle.
Dès 1862, les funiculaires s'affirment comme transport urbain de passagers à Lyon (France), et rapidement, dans d'autres métropoles d'Europe.
En 1856, le Britannique Henry Robinson dépose un brevet de téléphérique monocâble. Il est employé dès 1868 par son compatriote Charles Hodgson puis d'autres constructeurs sur de multiples installations.
En 1861, l'Allemand Freiherr von Dücker conçoit le système bicâble pour téléportés, en séparant la fonction « porter » et « tracter » au travers de deux câbles différents. Il inspire Adolf Bleichert & Co. qui reprend ce principe en 1872 pour construction son premier téléphérique de transport de fret. Avec d'autres pionniers comme Julius Pohlig, ce sont ainsi plusieurs milliers de téléportés qui sont construits en une cinquantaine d'années, préfigurant le téléphérique de voyageurs,,.
À partir des années 1890, quelques appareils aériens légers se destinent au transport de passagers au Klondike Pass (Canada), à Knoxville au-dessus du Tennessee ou au Devil's Dyke à Brighton (Angleterre). Des « câbles porteurs pour voyageurs » sont également installés comme attraction dans différentes expositions temporaires à Stockholm, Vienne, Milan ou encore Gênes… Quelques appareils précurseurs, comme celui du mont Wetterhorn en Suisse, conçu par l'ingénieur Wilhelm Feldmann et construit par Von Roll,, transportent déjà des personnes avant la Première Guerre mondiale. En Forêt-Noire, à Schollach, au nord de Titisee-Neustadt (Allemagne), Robert Winterhalder invente en 1908 le premier remonte-pente à mouvement continu pour lugeurs et skieurs. Mais c'est à l'issue du conflit que le développement du transport de voyageurs par câble prend son essor. La technique évolue grâce à l'ingénieur Luis Zuegg, qui inaugure en 1923 son téléphérique d'Avelengo, au-dessus de Mérano dans le Tyrol du Sud. L'appareil dispose de voies larges et assure de longues portées en s'appuyant sur un nombre réduit de pylônes, ce, grâce à une tension des câbles élevée, de l'ordre de 1 tiers de la charge de rupture. Plus tendus, les brins sont moins sensibles à l'usure due aux passages répétés des cabines au niveau des pylônes. Adolf Bleichert & Co. s'associe à l'ingénieur pour mettre en pratique cette nouvelle approche sur ses appareils. Par l'emploi de ces techniques novatrices et d'une certaine standardisation, le constructeur fait entrer le téléphérique dans l'ère de la modernité.
À partir des années 1930, la pratique du ski alpin se développe. Pour répondre au besoin nouveau, la remontée mécanique se diversifie et l'on conçoit des engins plus légers. En 1934 le Suisse Ernst Constam et Adolf Bleichert & Co. reprennent l'idée de Robert Winterhalder et inaugurent le premier téléski à enrouleurs, à Bolgenhang près de Davos. Le concept inspire directement, deux ans plus tard, la réalisation du premier télésiège à Sun Valley aux États-Unis. Pour permettre des vitesses de ligne supérieures et faciliter l'embarquement, le système débrayable, jusqu'alors essentiellement utilisé pour le transport de matériaux, est également étendu au transport des personnes, conduisant, en 1945, à la construction, par Von Roll, du premier télésiège débrayable à Flims en Suisse, suivi en 1949, par la création de la première télécabine à Alagna (Italie), par Carlevaro & Savio.

### Le développement de la crémaillère

Une roue dentée sur une crémaillère.

En parallèle du développement de la traction par câble, pour s'affranchir de la pente et de l'adhérence limitée des roues en acier sur les rails des chemins de fer, on développe une technique adaptée d'un principe connu depuis l'Antiquité : la crémaillère.
En avril 1811, John Blenkinsop dépose un brevet pour un système de traction utilisant la crémaillère et choisit Matthew Murray, ingénieur, pour construire une locomotive dérivée de son brevet. La crémaillère consistait en une série de plots placés à intervalles réguliers sur le côté extérieur d'un des deux rails et sur lesquels prenait appui la roue motrice. La locomotive, dénommée Prince Regent, est expérimentée en 1812 avec succès aux houillères de Middelton, près de Leeds, pour la remorque des convois de wagons sur la ligne longue de 2,4 km,,.
Il faut cependant attendre plus de 50 ans pour voir ce principe appliqué au transport de personnes.
Aux États-Unis, l'ingénieur Sylvester Marsh dépose un brevet de chemin de fer à crémaillère (roue dentée verticale et rail en forme d'échelle avec dents rivées de type barreau à section ronde). Il est mis en application en 1869 sur les pentes du mont Washington, premier chemin de fer à crémaillère au monde conçu pour le transport de passagers,.

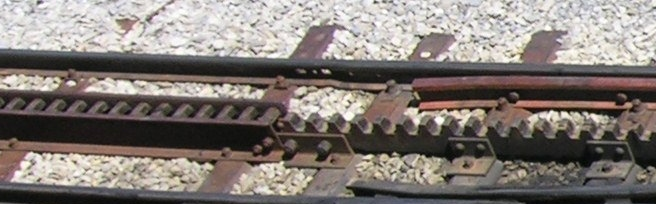
Crémaillère Riggenbach (à gauche) et Von Roll (à droite)

En Europe, l'ingénieur suisse Niklaus Riggenbach a également mis au point un système similaire de crémaillère dès 1863 (roue dentée verticale et rail en forme d'échelle avec dents soudées ou rivées de type barreaux à section carrée). Il l'inaugure en Suisse en 1871 avec l'ouverture du Rigi Bahnen (tronçon Vitznau - Rigi Staffel), premier chemin de fer à crémaillère d'Europe,.
Rapidement, le système sera repris par l'ingénieur suisse Emil Strub qui simplifie le rail en proposant une lame pleine crénelée en forme de coins. Il est ensuite perfectionné par l'ingénieur suisse Carl Roman Abt qui met au point un rail de deux lames parallèles. Les dents de chaque lame sont décalées d'un demi pas (60 mm). Cette disposition assure une meilleure continuité dans l'effort de traction,.
Le chemin de fer à crémaillère sera encore revu au milieu du XXe, par le constructeur suisse Von Roll, dont le système simplifié à lame unique large équipe désormais la plupart des chemins de fer à crémaillères construits ou rénovés depuis 1950.

### Chronologie

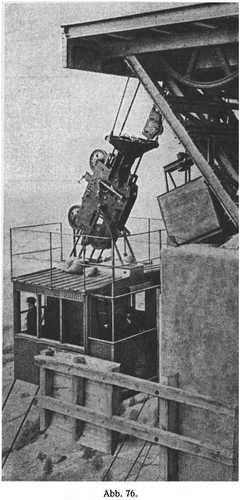
Téléphérique du Wetterhorn, ouvert en 1908 en Suisse.

Cette chronologie retrace les principaux évènements mondiaux ayant marqué l'histoire des remontées mécaniques.
- 1200 : des gravures japonaises montrent des paniers téléportés[54].
- 1515 : le funiculaire primitif du Reisszug est répertorié par Matthäus Lang von Wellenburg ; il dessert la forteresse de Hohensalzburg à Salzbourg et est mu par l'homme ou l'animal[70].
- 1644 : le Hollandais Adam Wybe installe à Gdańsk (Pologne) un transporteur équipé d'une noria de seaux suspendus à un cordage aérien ; l'ensemble, soutenu par des poteaux en bois et mu par la force animale, dessert la forteresse qui domine la ville[51],[71].
- 1808 : ouverture du plan incliné de Birtley-Fell près de Newcastle, funiculaire primitif utilisé pour remonter des chariots de la houillère d'Urpeth[46],[45].
- 1811 : ouverture des chemins de fer à crémaillère des mines de charbon situées à Wigan et Newcastle en Angleterre conçus par l'ingénieur John Blenkinsop[72].
- 1825 : ouverture des plans inclinés funiculaires de Hethereley et Brusselton réalisés sur la ligne de chemin de fer de Stockton et Darlington en Angleterre, qui seront les premiers au monde utilisés pour le transport public de passagers[46],[73].
- 1833 : ouverture des plans inclinés funiculaires de Biesse, Neulise et du Buis dans le département de la Loire en France, qui seront les premiers d'Europe continentale utilisés pour le transport public de passagers[46],[74].
- 1834 : l'Allemand Wilhelm Albert invente le câble toronné[47],[48].
- 1845 : ouverture du Prospect park incline railway des chutes du Niagara (États-Unis), premier funiculaire touristique au monde[75].
- 1862 : ouverture du funiculaire urbain de la rue Terme à La Croix-Rousse à Lyon (France)[54],[49].
- 1869 : ouverture du chemin de fer à crémaillère du mont Washington aux États-Unis conçu par l'ingénieur Sylvester Marsh, premier au monde destiné au transport de passagers[64].
- 1871 : ouverture du Rigi Bahnen (tronçon Vitznau - Rigi Staffel, Suisse), premier chemin de fer à crémaillère d'Europe, conçu par l'ingénieur Niklaus Riggenbach[64].
- 1873 : ouverture de la première ligne de tramway à traction par câble, les Cable Cars de San Francisco[76].
- 1890 : « câble pour voyageurs » au Klondike Pass (Canada)[53].
- 1891 : « câble pour voyageurs » du Devil's Dyke à Brighton (Angleterre)[53].
- 1893 : « funiculaire aérien » à Knoxville au-dessus du Tennessee[52]
- 1897 : « transbordeur aérien à câble » comme attraction de l'exposition d'art et d'industrie de Stockholm[53]. D'autres appareils similaires sont installés dans diverses expositions temporaires les années suivantes.
- 1907 : ouverture en Espagne du « transbordeur » entre le mont Ulía et le Penne del'Aquilla à Saint-Sébastien, imaginé par Leonardo Torres Quevedo[77].
- 1908 :
  - ouverture du premier remonte-pente pour lugeurs et skieurs, par l'Allemand Robert Winterhalder, à Schollach (Allemagne)[54],[56] ;
  - ouverture au public du téléphérique artisanal du Colle (Kohlern) à Bolzano, avec une ligne disposant des supports intermédiaires[54],[55] ;
  - ouverture de l'« ascenseur de montagne », premier téléphérique lourd pour passagers, conçu par l'ingénieur Wilhelm Feldmann sur le mont Wetterhorn, en Suisse, construit par Von Roll[54],[55].
- 1912 : ouverture du premier téléphérique pour passagers du continent américain par Julius Pohlig AG, le téléphérique Morro da Urca, premier tronçon des téléphériques du Pain de Sucre à Rio de Janeiro (Brésil)[78].
- 1923 : ouverture du téléphérique Mérano - Avelengo conçu par Luis Zuegg, le premier appareil à disposer d'une tension des câbles porteurs élevée, de l'ordre de 1 tiers de la charge de rupture, qui s'impose rapidement comme un standard (plus tendus, les brins sont moins sensibles à l'usure)[57].
- 1924 : à l'occasion des premiers jeux olympiques d'hiver à Chamonix, ouverture du tronçon de téléphérique Les Pélerins - La Para sur les pentes de l'aiguille du Midi, premier téléphérique de France dont la construction a été entamée en 1909[79].
- 1930 : ouverture du téléphérique Schauinslandbahn dans le Schauinsland en Forêt-Noire, construit par Heckel, premier téléphérique débrayable 2S pour passagers au monde.
- 1933 : ouverture du téléphérique de Rochebrune, premier téléphérique spécifiquement conçu pour le ski alpin à Megève en France[59].
- 1934 : ouverture du premier téléski à enrouleurs, conçu par le Suisse Ernst Constam et construit par Adolf Bleichert & Co., à Bolgenhang près de Davos[59]
- 1936 :
  - ouverture du téléski à perches de l'Éclose à l'Alpe d'Huez en France par le Français Jean Pomagalski[80],[81],[notes 5] ;
  - ouverture du premier télésiège à Sun Valley aux États-Unis[60].
- 1945 : ouverture du premier télésiège débrayable à Flims en Suisse par Von Roll[59].
- 1949 : ouverture de la première télécabine débrayable à Alagna (Italie) par Carlevaro & Savio[59].
- 1984 : ouverture du premier DMC Double Mono-Câble breveté par Denis Creissels SA et construit par Poma à Serre Chevalier en France[80].
- 1990 : ouverture du premier funitel au monde : le Péclet à Val Thorens en France conçu par Denis Creissels SA[82].
- 1991 :
  - ouverture du premier tronçon de l'Alpin Express, construit par Von Roll à Saas-Fee en Suisse, premier téléphérique 3S au monde ;
  - ouverture du premier télésiège 6 places au monde au mont Orignal au Canada par Doppelmayr[59].
- 1997 : ouverture du premier télésiège 8 places du monde à Vrådal en Norvège par Doppelmayr[83].
- 2003 : ouverture du téléphérique Vanoise Express assurant la liaison entre le domaine skiable des Arcs et de la Plagne (France), construit par Poma avec deux cabines à étage de 200 places, produites par le carrossier Lovisolo, possédant la plus grande capacité au monde[84].
- 2022 : ouverture du téléphérique urbain Téléo à Toulouse, construit par Poma, avec ses cabines de 34 places et son parcours de plus de 3 km, c'est le plus long téléphérique urbain de France.

## Constructeurs
L'entretien et le renouvellement du parc d'appareils existant constituent aujourd'hui 90 % du marché des remontées mécaniques. La baisse de la demande a entraîné la disparition de nombreux constructeurs et conduits les entreprises à se regrouper,. Les principaux constructeurs appartiennent à deux grands groupes. On trouve d'un côté l'Autrichien Doppelmayr et le Suisse Garaventa, réunis au sein du holding Doppelmayr Holding AG, et de l'autre, l'Italien Leitner, le Français Poma et le Suisse Bartholet détenus par l'industriel Michael Seeber, par l'intermédiaire du holding HTI BV,. Avec un chiffre d'affaires 2009 de l'ordre de 600 millions d'euros chacun,, les deux groupes sont d'importance équivalente.
Il subsiste cependant des constructeurs d'envergure plus locale, parfois indépendants, comme le Slovaque Tatralift ou le Français GMM.

### Spécificité des chemins de fer à crémaillère
Eu égard à l'orientation ferroviaire de ce type de remontée mécanique, les constructeurs de chemins de fer à crémaillère sont des entreprises qui réalisent habituellement la fabrication et l'assemblage du matériel roulant ferroviaire classique. Certains constructeurs, comme Von Roll ont cependant réalisé à la fois des appareils de transport par câble et des chemins de fer à crémaillère.

### Carrossiers
La conception des cabines d'une remontée mécanique est généralement confiée à des entreprises spécialisées. Les deux groupes principaux disposent désormais chacun de leur carrossier : il s'agit du suisse CWA Constructions pour Doppelmayr - Garaventa et du français Sigma pour Poma et Leitner.
Il subsiste également des carrossiers indépendants : le Suisse Gangloff et l'Autrichien Carvatech. Leur production se concentre essentiellement sur des réalisations moins standardisées, comme les cabines de téléphériques ou de funiculaires, ou alors sur demande pour des télécabines. Pour ce type de projet, il est également fait appel, de façon ponctuelle, à des carrossiers habituellement spécialisés dans la production de véhicules routiers, comme l'Espagnol Obradors.

## Exploitation

### Types d'exploitation

#### Transport en commun

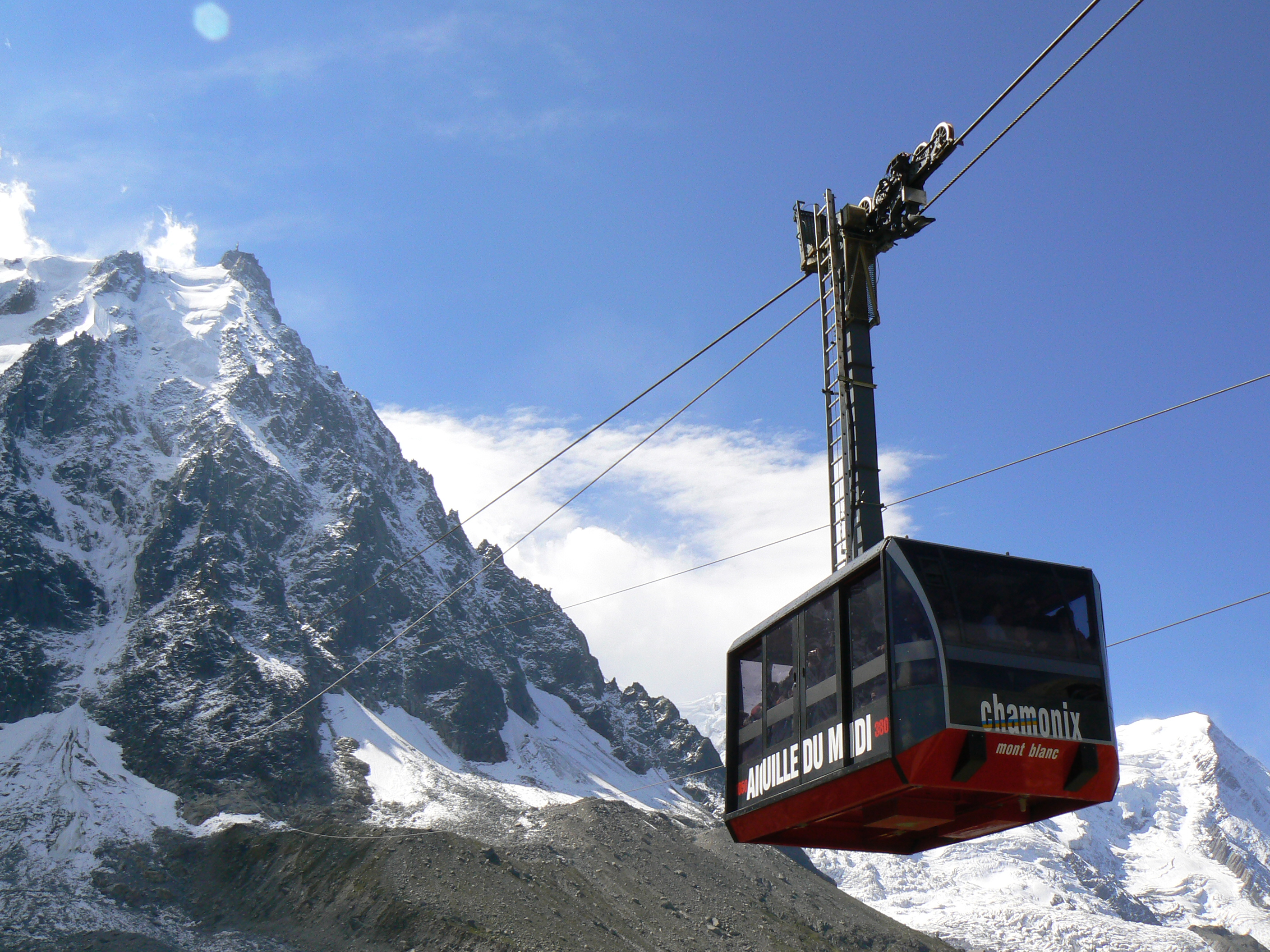
Téléphérique de l'Aiguille du Midi à Chamonix (France).

La plupart des remontées mécaniques sont exploitées comme transport en commun.
On les trouve particulièrement dans les stations de ski pour la pratique du ski alpin. Elles font alors généralement partie intégrante d'un domaine skiable, composé de plusieurs remontées desservant différentes pistes de ski reliées. Un des exemples les plus illustratifs est le domaine des Trois Vallées en France, plus grand domaine skiable du monde avec 600 kilomètres de pistes et 200 remontées mécaniques reliant 16 stations.
Les remontées mécaniques sont également utilisées pour accéder à des points isolés tels les belvédères. Certains de ces appareils, de par le caractère démonstratif de leur ligne et les panoramas auxquels ils donnent accès, ont acquis une réputation d'envergure mondiale. C'est le cas du téléphérique de l'Aiguille du Midi à Chamonix (France) avec sa portée de 2 870 mètres pour 1 470 mètres de dénivelée sans pylône qui conduit à près de 3 800 mètres d'altitude, ou encore du téléphérique de Mérida (Venezuela), avec une gare d'arrivée au sommet du Pico Espejo à 4 765 mètres d'altitude, la plus haute du monde.

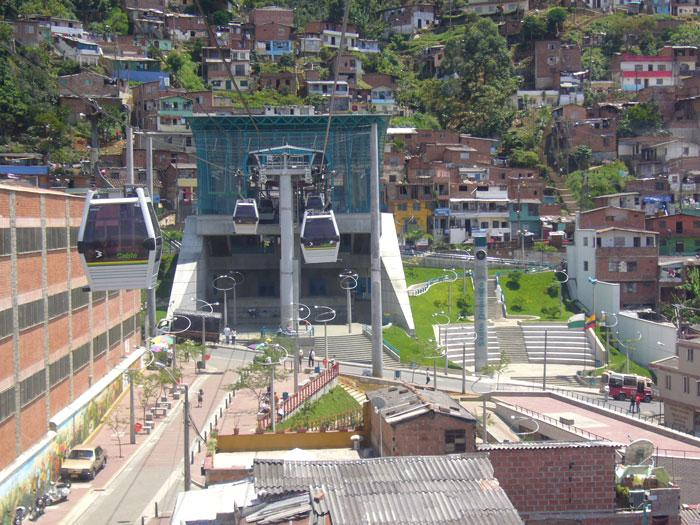
Metrocable de Medellín (Colombie).

On trouve aussi des remontées mécaniques évoluant en milieu urbain, pour la desserte d'un territoire communal au relief difficile. Parmi les exemples de villes ayant fait appel aux remontées mécaniques de façon importante et précoce, on peut citer Valparaíso (Chili) et ses 15 funiculaires séculaires répartis sur les différentes collines de la commune,. Un exemple d'installation plus contemporaine est le Metrocable de Medellín (Colombie), constitué de lignes de télécabines en connexion directe avec le métro et desservant les quartiers les moins développés de la ville.
L'exploitation commerciale d'une remontée mécanique comme transport en commun est assurée soit en régie directe par une administration publique, soit en régie par une personne publique sous forme d'un service public industriel et commercial, soit par une entreprise ayant passé à cet effet une convention à durée déterminée avec l'autorité compétente. L'utilisation de l'appareil est généralement assujettie à l'achat d'un titre de transport qui se base fréquemment sur le principe du forfait (aller-retour, journée, semaine, etc.)

#### Transport privé

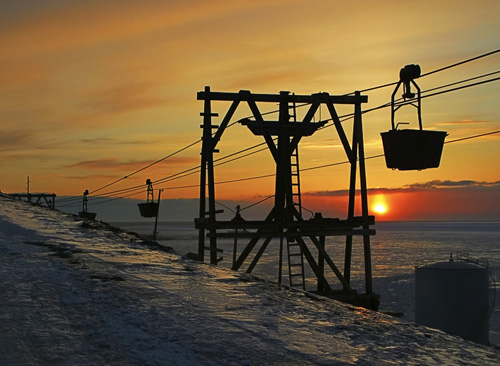
Téléphérique industriel au Svalbard (Norvège).

Les remontées mécaniques sont également exploitées comme transport privé ou transport pour compte propre.
Des appareils de conception parfois relativement artisanale, sont utilisés pour la desserte de propriétés privées isolées. Ce sont généralement des téléphériques aux véhicules constitués de simples plateaux sommairement aménagés pour le transport d'une ou deux personnes, de biens et, parfois même, de bétail. On trouve notamment ce genre d'installation en Suisse, pour relier les fermes d'alpage à la vallée.
Les remontées mécaniques sont également utilisées dans l'industrie :
- pour transporter le personnel vers un site de production difficile d'accès, comme les galeries d'un site minier (via un apod, un télésiège monoplace minier, désormais appelé ainsi par antonomase à l'entreprise qui les construisait)[12],[102], ou un site de production hydraulique d'énergie isolé en montagne (via un téléphérique) comme en Italie, où le fournisseur d'électricité Enel exploite à cet effet plusieurs dizaines d'appareils[103] ;

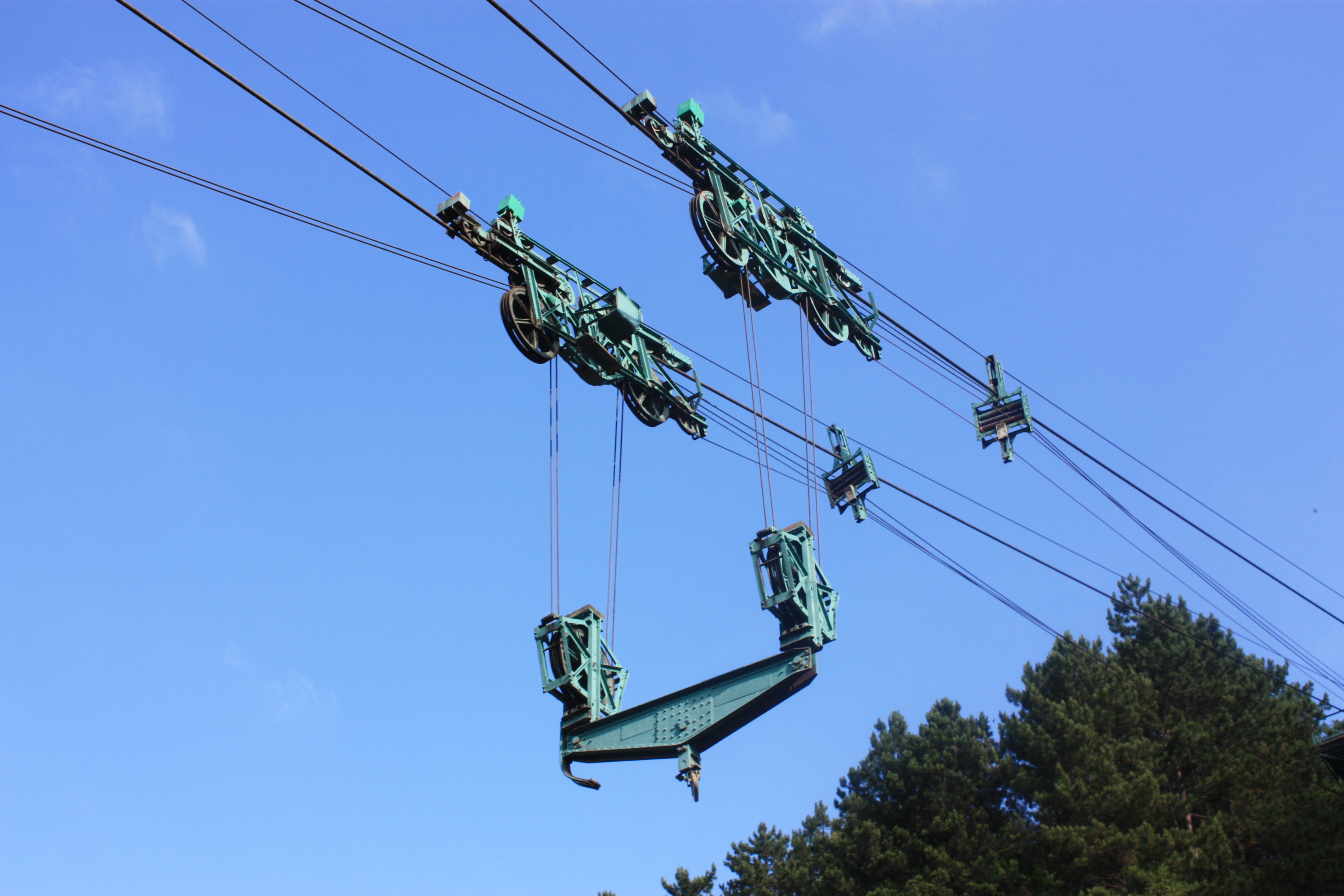
Téléphérique blondin au barrage EDF du Sautet (France).

- pour convoyer des matières premières extraites d'une mine ou d'une carrière, par le biais de bennes conteneurs, comme près de Grenoble (France), où l'entreprise Vicat utilise un téléporté pour acheminer le ciment du site d'extraction jusqu'à l'usine de transformation[104] ;
- pour le transport de marchandises, comme à Bratislava (Slovaquie), où le funitel de l'usine Volkswagen achemine les automobiles du centre de production jusqu'au parc de stockage[105] ;
- pour acheminer des matériaux destinés à une construction en site isolé, généralement par le biais d'un téléphérique dont le chariot est équipé d'un palan ; on parle alors de blondin. Un des exemples les plus démonstratifs est le téléphérique Tierfehd – Chalchtrittli installé à Linthal (Suisse) en 2010, capable de transporter des charges de 40 tonnes[13]. En France, on peut également citer l'exemple du blondin EDF de Pragnères ayant servi de 2007 à 2008 à un important chantier de rénovation de la conduite forcée[106].

Les remontées mécaniques sont également utilisées comme transport militaire : des téléphériques servent à monter matériel et provisions et à évacuer les blessés. Ils offrent l'avantage de pouvoir fonctionner également lors d'une météo perturbée (par exemple en cas brouillard). Un des exemples les plus illustratifs reste la construction de plusieurs milliers de téléportés militaires durant la Première Guerre mondiale, particulièrement dans les Dolomites et le Trentin-Haut-Adige, où l'armée italienne et autrichienne se sont fait face pour la conquête de ces territoires.

### Données mondiales
On recense plus de 24 000 remontées mécaniques en exploitation dans le monde. Le premier parc mondial par le nombre est celui de la France, avec plus de 4 000 appareils en service, représentant près de 16,7 % du parc total de la planète.
Le trafic total annuel mondial s'élève pour 2009 à 3 933 millions de passages. L'Autriche est le pays qui arrive en tête concernant la fréquentation, avec 821 millions de passages, suivi par l'Italie (727 millions de passages) et la France (692 millions de passages).

## Législations

### Lois et normes en application
Les lois et normes en application en matière de transport de par câble varient selon les pays.
Les États membres de l'Union européenne appliquent de façon homogène le règlement 2016/424 relatifs aux installations à câble (abrogeant la directive 2000/9/CE). Elle concerne les funiculaires, téléportés et téléskis construits depuis le 3 mai 2004 ainsi que les constituants de sécurité et sous-systèmes mis sur le marché après cette date, y compris ceux destinés aux appareils existants. La directive définie les « exigences essentielles » dans un objectif un haut niveau de sécurité et de réalisation d’un marché unique. Cette réglementation cadre peut être complétée par des textes nationaux voire régionaux (c'est le cas en France où la réglementation cadre est complétée par des guides techniques rédigés par le STRMTG).
Au Canada, en Australie et en Nouvelle-Zélande, la norme CSA Z98 est appliquée, tandis que la norme ANSI B77.1 est en vigueur aux États-Unis.
En Suisse, c'est le texte réglementaire RS 743.01, « loi fédérale du 23 juin 2006 sur les installations à câbles transportant des personnes (loi sur les installations à câbles, LICa) » qui réglemente depuis le 1er janvier 2007 la construction et l'exploitation des remontées mécaniques du pays. Elle est précisée par les ordonnances 743.121.1, 743.121.2, 743.121.3, 743.121.6, 743.121.7 fixant les exigences techniques détaillées.

### Contrôles administratifs
(février 2016).
La sécurité du transport de personnes par des installations à câbles nécessite des réglementations nationales.
En France, l'exploitation des remontées mécaniques est administrativement gérée par les bureaux de contrôle des remontées mécaniques à compétence départementale (BDRM) ou interdépartementale (BIRM). Depuis le 1er janvier 2011, ces organismes de contrôle sont directement rattachés au STRMTG du ministère chargé des transports.
Ces services instruisent techniquement et délivrent les agréments de vérification, de contrôle et de sécurité (autorisation de travaux, mise en exploitation) des remontées mécaniques relevant de leur compétence technique et territoriale, pour le compte du préfet, pour la délivrance par le maire de l'avis conforme des nouveaux appareils.
Pour les appareils en service, ils assurent un suivi des contrôles périodiques des composants des appareils (poulies, câbles, pinces…) et participent aux visites de contrôle annuelles. Ils s'assurent que l'exploitant réalise au moins un exercice de sauvetage chaque année.
Ils interviennent également pour les modifications d'appareils ou dans les enquêtes faisant suite à un accident.

## Mise en perspective

### Intérêts de la remontée mécanique

#### Intérêts pour l'usager

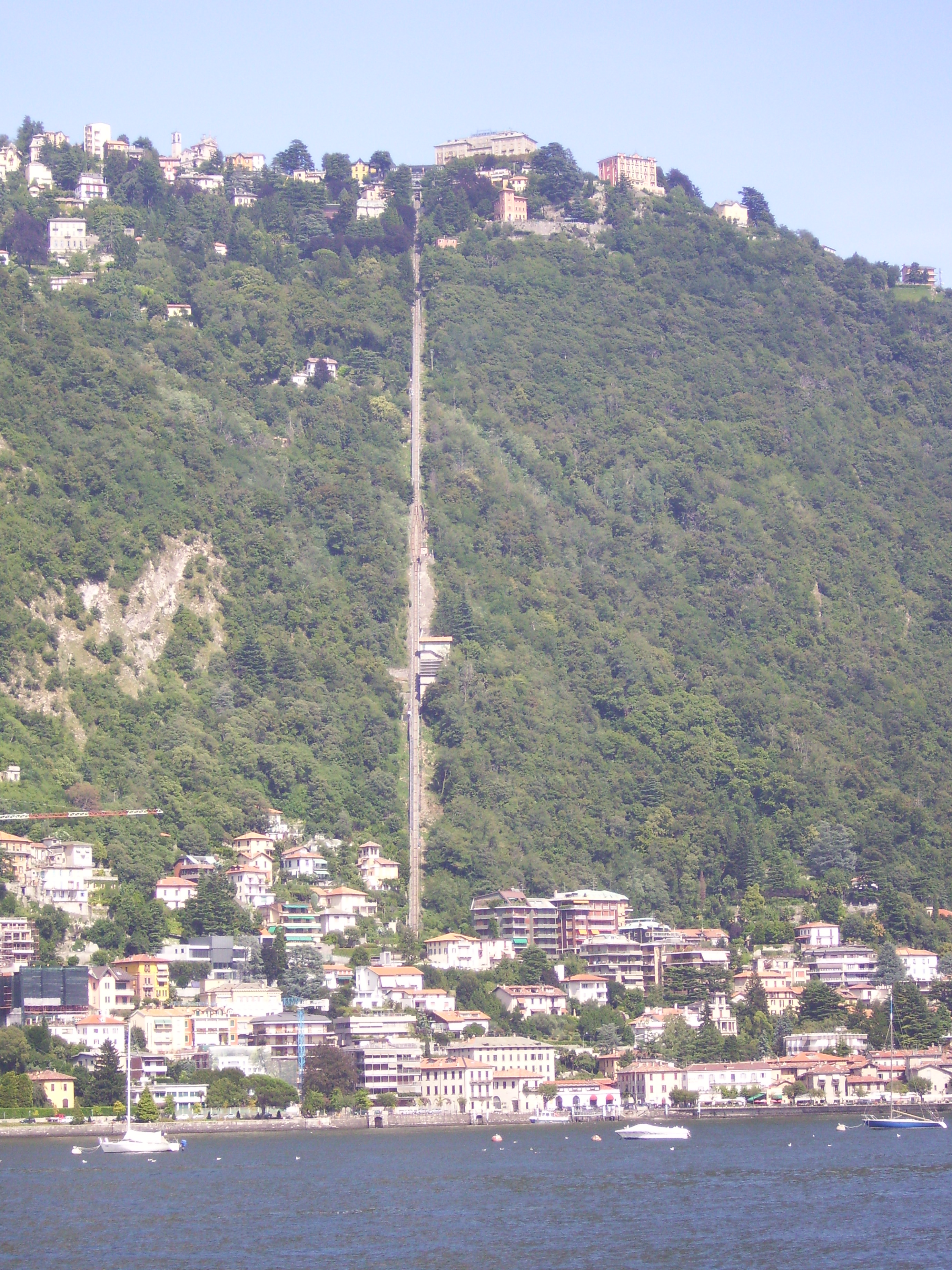
Le transport par câble permet la liaison la plus directe, face à la pente.

Une remontée mécanique se soustrait des contraintes topographiques du terrain : elle permet la liaison la plus directe, face à la pente et sans détour. De plus, c'est un transport en commun en site propre ; son fonctionnement n'est donc pas perturbé par la rencontre avec les infrastructures d'autres systèmes de transport. Cela en fait donc un mode de déplacement performant sur des trajets de quelques centaines de mètres à quelques kilomètres quand l'espace au sol est encombré ou le relief perturbé. Par exemple, la vitesse commerciale d'une télécabine est de 21 à 27 km/h contre 17 km/h sur la ligne de tram B de Grenoble en heure creuse [réf. incomplète]. Cependant, ce gain ne tient pas compte de la nécessité en général d'une correspondance, le câble en milieu urbain étant généralement un complément aux modes de transport.
La technologie débrayable, comme celle d'une télécabine, permet de répartir les véhicules sur la ligne. Elle assure un flux continu et un confort de transport dans des véhicules de taille réduite au regard de ceux employés pour un métro par exemple.
En matière de sécurité, on a recensé en 2009 169 accidents graves dans le monde,. Ce chiffre place le transport par câble au rang des transports les plus sûrs derrière l'avion, sensiblement au même niveau que les métros et tramways (voir la liste des principaux accidents de remontées mécaniques pour le détail des catastrophes importantes).

#### Intérêts économique et écologique

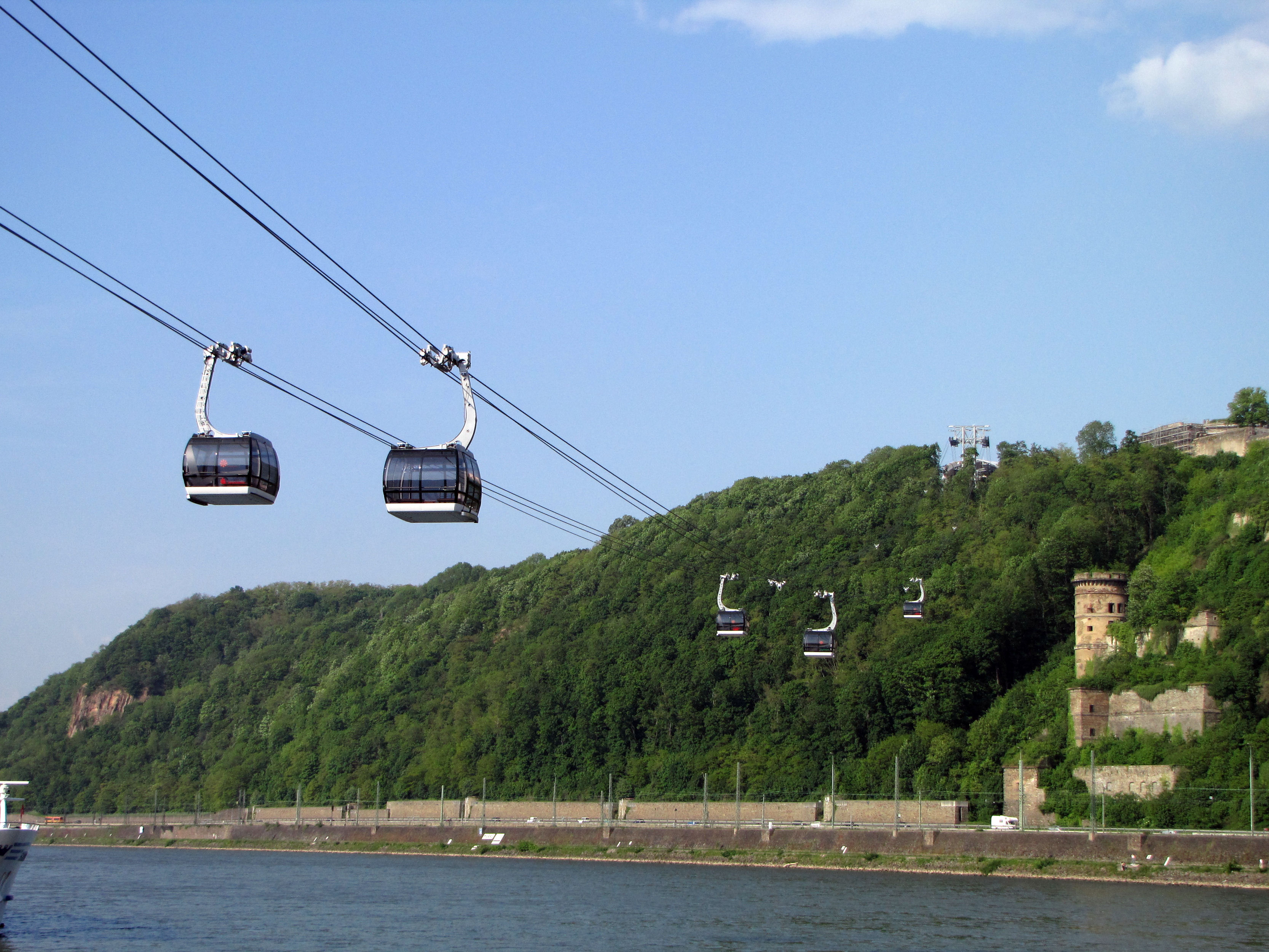
Téléphérique 3S Buga 2011 survolant le Rhin, à Coblence (Allemagne).

Hors appareils au sol, le coût d'investissement d'une remontée mécanique se limite généralement à l'installation des stations et à la mise en place de pylônes. Le câble possède un impact faible sur le terrain puisqu'il le survole, et le coût reste indépendant de la topographie (par exemple, le franchissement d'un cours d'eau, d'une combe ou d'une voirie ne nécessite aucune construction particulière). Cela permet de réduire le coût et la durée de construction, simplifie les formalités administratives, et limite les intérêts d'emprunt. L'investissement au kilomètre pour une ligne de télécabine est de l'ordre de 20 à 30 millions d'euros, identique à celui d'un tramway pourtant beaucoup plus capacitaire.
Le coût d'entretien au kilomètre reste également mesuré de par le fait que les infrastructures nécessaires à la mise en œuvre d'un appareil de transport par câble sont limitées, tandis que les coûts d'exploitation par passager sont relativement élevés. Il a ainsi été estimé que le projet Métrocâble à Grenoble aurait des coûts deux fois supérieurs par passager à la moyenne du réseau existant (tramway et bus).
Le coût de fonctionnement est avantageux. Le câble limite les frottements, et dès qu'il y a de la pente, une partie de l'énergie nécessaire au fonctionnement est absorbée par le ou les véhicules présents sur le brin descendant. Sur un terrain avec une pente moyenne de 5,4 %, pour une utilisation urbaine sur une longueur de 10 km, le rapport des masses / coefficient de frottement (qui est un bon indicateur de l'efficacité énergétique) d'une télécabine avec cabines à 8 places est de 1 333, entre 105 et 175 pour un tram de 320 places et entre 83 et 166 pour un bus de 60 places.Les appareils qui disposent d'une voie de roulement spécifique (piste, rail, ou câble porteur) sont encore plus économes en énergie, car la motorisation n'a pas à supporter le poids des véhicules. Ainsi, avec une consommation de 520 kW en régime établi, le téléphérique 3S Peak 2 peak implanté à Whistler Blackcomb (Canada) transporte 2 050 personnes par heure et par sens de circulation sur une ligne de 4 363 mètres de longueur.
De par sa consommation en énergie mesurée, les appareils à câble peuvent prétendre à s'affirmer comme mode de transport écologique : en France, par exemple, l'article 13 de la loi 2009-967 du 3 août 2009 de programmation relative à la mise en œuvre du Grenelle de l'Environnement (1) précise que « le transport par câble doit être encouragé ».

### Limites

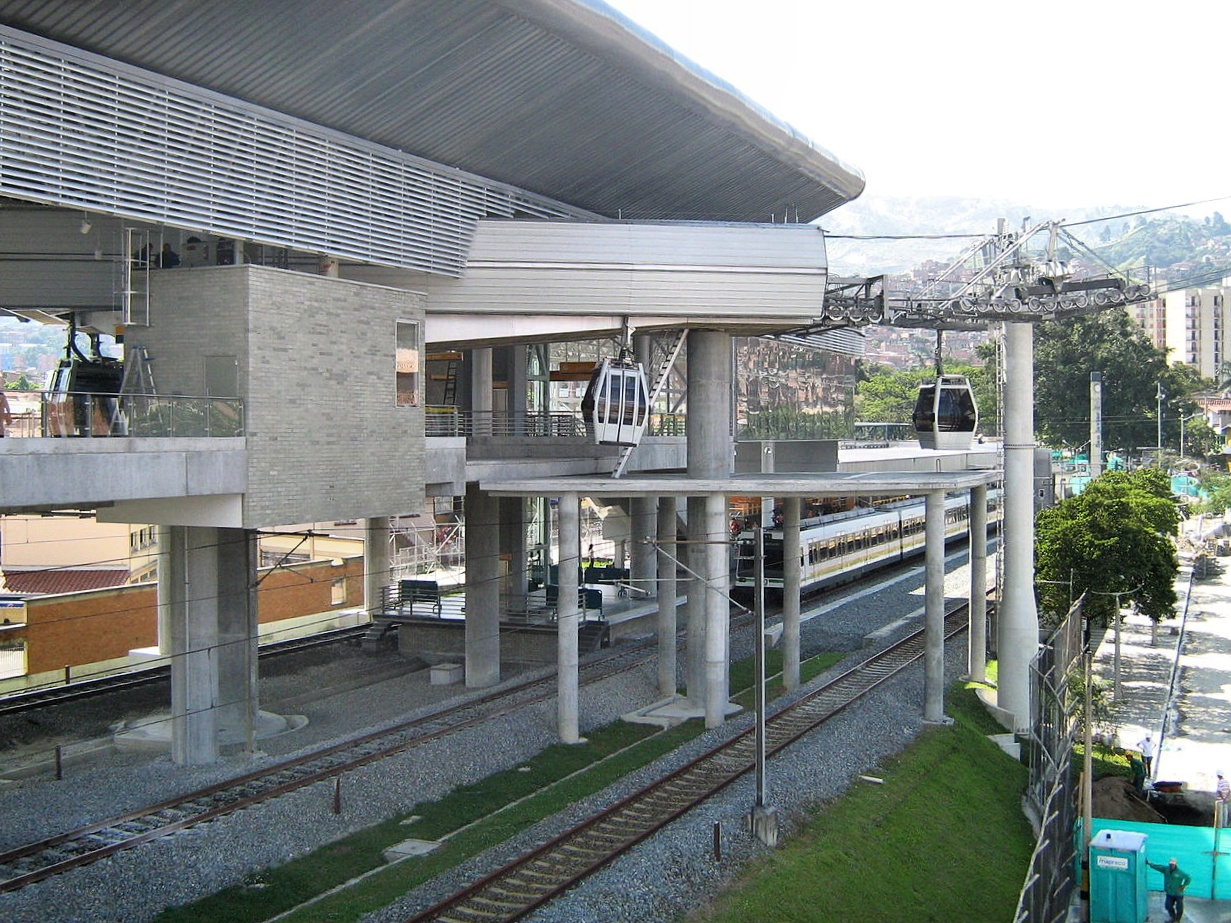
Station intermodale, métro et télécabine, à Medellín (Colombie).

Une remontée mécanique n'est pas un transport parfait pour autant. Au niveau de l'impact visuel et sonore en premier lieu : sur les téléportés, les pylônes et les câbles nécessaires peuvent être jugés disgracieux dans l'environnement, et ils peuvent diffuser des bruits de résonance ou de roulement permanents dès lors que le câble est entraîné. Par exemple, à Bolzano (Italie) à la suite de la construction du 3S du Renon, les riverains se sont plaints du bruit inhérent au fonctionnement et le trafic a dû être réduit à partir de 22 heures.
Une autre problématique est que le câble est essentiellement pensé pour les liaisons directes et rectilignes. Les appareils admettent difficilement un tracé avec des changements prononcés de direction, pourtant parfois nécessaires en milieu urbain. Ceux-ci s'opèrent au prix de l'implantation d'une station intermédiaire double. D'ailleurs, d'une manière générale, implanter des arrêts intermédiaires rapprochés reste contraignant puisque, là où un simple quai suffit pour un tram (ou même un simple panneau signalétique pour un bus), il convient de réaliser une construction lourde avec une emprise au sol importante.
Enfin, le débit d'une remontée mécanique reste limité. Le type qui permet de transporter le plus de personnes est le funiculaire, dont la conception s'approche de celle d'un métro, ont un maximum de 8 000 personnes par heure et par sens de circulation alors qu'un métro peut, quant à lui, transporter en pointe 32 000 personnes par heure. Les appareils comme les télécabines ou les téléphériques urbains débitent généralement de l'ordre de 1 000 à 2 500 personnes par heure et par sens,. Ces chiffres sont donc bien en deçà des 5 500 personnes par heure pour les débits maximum d'une ligne de tramway.
Finalement, si elle s'impose sur terrain en pente, la remontée mécanique ne peut pas prétendre concurrencer une ligne principale de métro ou de tramway aux heures de pointe. Pour autant, le transport par câble complète efficacement les transports urbains traditionnels pour des liaisons péri-urbaines, comme c'est le cas avec le Metrocable de Medellín, Caracas, Rio de Janeiro, ou pour des franchissements, comme avec le Roosevelt Island Tramway à New York.

## Compléments